# 珍種目No.1は誰だ!? ピラミッド・ダービー
『珍種目No.1は誰だ!? ピラミッド・ダービー』（ちんしゅもくナンバーワンはだれだ!? ピラミッドダービー）は、TBS系列で2016年4月24日から2018年3月11日まで放送されていたクイズゲームバラエティ番組である。
レギュラー放送開始当初は、日曜19:56 - 20:54に放送されていたが、2017年10月改編のTBSのゴールデンタイム・プライムタイムのレギュラー番組の正時スタート化に伴い、同年11月5日より、4分短縮・縮小し20:00 - 20:54の放送となった。枠縮小後は19:00からの2時間スペシャルでの放送実績しかなく、2018年3月11日の最終回2時間スペシャルをもってレギュラー放送を終了。

## 概要
各方面のプロフェッショナルたちが、番組独自のルールによる珍種目の頂点を目指して競い合い、スタジオで誰が"珍種目No.1"かをゲストが予想するという内容。
2015年12月26日14:00 - 15:24には『スパニチ!!』でパイロット版が放送された。
レギュラー放送開始から、19時台の『この差って何ですか?』→『クイズ☆スター名鑑』→『東大王』との交互2時間スペシャル（『この差って何ですか?』放送時は2時間半スペシャル）の編成になることが多かった。
2017年11月5日放送分に『東大王』の枠が拡大され本番組は4分縮小となった。20:00開始は『どうぶつ奇想天外!』以来8年ぶりとなった。2018年3月をもって放送終了。なお、バナナマンは本番組終了後、2018年10月22日からこの時間で放送開始した『消えた天才』にも出演している。

## ルール
それぞれ異なるジャンルのプロフェッショナルを、番組が用意したオリジナル競技で対決し、その勝敗を予想する。
オッズは以下のいずれかで決められる。基本は2倍・4倍・6倍（3枠以上立て時）・8倍（4枠立て時）のオッズとなる。
- 競技前に専門家などが各参加者の性質などから有利不利を判断しオッズをつける。
- 司会のウエンツ・設楽が出走前に先に内容を確認し、自分の判断でオッズを付ける。正解と思うものほど低いオッズとなる。
- 観客の投票によってオッズを決定する。支持されたものほど低いオッズとなる。支持率が同じ場合はオッズの高いほうに合わせる（2位が同率の場合2つとも6倍）。

また、ベット前にファンファーレが鳴った場合は「倍々チャンス」として、そのレースのみ設定されたオッズがさらに倍（4倍・8倍・12倍・16倍）となる。
各パネラーは開始時にコイン20枚 からスタート。司会のウエンツ・設楽の「COIN BET」のコールでそれぞれ賭けるコイン数を決定後、「ピラミッド・ダービー BET」のコールでそれぞれの予想を発表する。的中したパネラーは賭けコイン×オッズ分のコインが帰ってくる。外れたパネラーは賭けコイン分没収。
最終レース前にコインが無くなったパネラーはそれ以降のベットに参加する事が一切出来ない。ただしレギュラーおよび常連ゲストが最終レース前にコインが無くなった場合、次回出演のコインを前借り。ゲストの場合はモノマネ等を披露してもらうことで番組からコインがプレゼントされる。
全レース終了時点で一番獲得コイン数が多い人が優勝となり目録（10万円を獲得。また、最終レース終了時点で獲得コインが555枚（特番では999枚）に達した場合、収録時点のレートで100万円相当の純金ピラミッドが与えられる。

### 過去のルール
2017年4月から8月までは内容とルール等がリニューアルされていた。
様々な競技のプロなどが番組が用意したチャレンジの成否（勝てるor勝てない、出来るor出来ないなど）や、様々な実験の結果などを当てる。
パネラーはコイン0枚からスタートし、的中するとコイン10枚獲得。また、複数の選択肢から選ぶ問題では3択的中で3倍返し、4択的中で4倍返しとなる。最終問題はこれまで同様ウエンツのオッズ付けによる「歌声見極めダービー」を行う。優勝者には目録（10万円）、コイン555枚（SP放送では999枚）到達で100万円相当の純金ピラミッドが与えられる。
6月11日放送分からは2択的中で10枚、4択的中で40枚のコインを獲得。後半では通常同様倍率がかかったレースを行い、最終的なコイン獲得数が一番多い1人がピラミッドを賭けての「ピラミッドチャレンジ」に挑み、正解すれば純金のピラミッド（1時間放送時は「銀のピラミッド」）を獲得できる。
パイロット版
パイロット版ではレギュラー版同様コイン10枚からスタート。オッズは2倍から最大20倍まで付けられる。最終レース終了時点で獲得枚数が一番少なかった人が罰ゲームとして氷水を被る。

## 主なダービー
料理王
芸能人や有名レストランのシェフなどの料理自慢4名が「料理王」の称号をかけて料理対決を行う。ステージごとにテーマと審査員が発表され、時間内に即興で料理を作る。完成後、誰が作ったか知らない状態で審査を行い、最下位が脱落。3ステージ行い、決勝ではスタジオにて生で料理対決を行い、司会の設楽・ウエンツやパネラーの手で優勝を決める。決勝を制した人が「料理王」となる。スタジオでは1st・2ndステージでは敗退者を、決勝では優勝者を当てる。4枠はインカムでプロの料理人に指示をされる料理下手の芸能人が定番となっていた。
親 VS 子 対決
「10年後のスター VS 10年前のスター対決」同様、現在ジュニア選手として活躍する子どもと、かつては日本代表など第一線で活躍し、現在は子どものコーチとして携わる親が対決。親のために練習期間を設けた後、実際と同じルールで競技を行い、どちらが勝つかを当てる。
歌声見極めダービー
同じ曲を歌った4つの歌声を細切れにつないだメドレーを聞き、冒頭で紹介される歌手（バンド・グループ等を含む）本人の歌声が何枠かを当てる（他の3枠はその歌手の大ファン、カラオケが得意な素人、モノマネタレント等が、当番組の為に本人に似せた歌声を披露する。大概の場合は本人に似た声を出すものの、たまに明らかに全く似ていない者が交じっていることがある。）。
なお、本人の歌声のみ当番組の為に録音されたものではなく、レコード、CD、ライブ映像等の音源や、TBSの『ザ・ベストテン』、『日本レコード大賞』、『COUNT DOWN TV』等のVTRから使用したものである為、その部分も考慮して聞き分けなければならない（場合によっては新録・新撮される場合もある。）。
このレースではパネラーより先に司会のウエンツが正解を知らない状態で同じ部分のワンフレーズを4つとも聞き、ウエンツの判断で正解だと思うものほど低い倍率としてオッズがつけられる。
正解発表の際には、解答者を惑わすように、本物が歌っているVTRが数秒間映し出され、しばらくして偽物が歌っているVTRに切り替わる演出がある。ただし、福山雅治・中島みゆきなど肖像権の問題でライブ映像などが使えない場合は「スロット風に歌っている人の名前が発表される」「イラストパネルで正解が発表される（不正解の場合、イラストパネルの顔の部分が外れて偽物が登場する）」といった形で行われる。
2017年6月11日放送分から7月9日放送分までは優勝者への「ピラミッドチャレンジ」として登場。まずはウエンツがこれまで通り4つの歌声を聞き、その中で一番本人だと思う物に「ウエンツHOLD」として解答をロック。改めて歌声を聞いてから残る3つの中から優勝者が本人だと思う物を選ぶ。優勝者が正解すれば純金のピラミッド獲得。

### 過去に行われたダービー
レギュラー放送開始初期に不定期で行われていたが、新企画のダービーの登場に伴い、終了したとみられるダービーは以下の通り。
基本4択であるが、放送回によっては2択で行われていたダービーがある。
オリジナルトライアスロンダービー
通常のトライアスロン競技であるスイム・バイク・ランに加え、「クイズ」や「カラオケ」などが追加されたオリジナルレースを実施。各ジャンルのスペシャリストが出走し、誰が優勝するかを当てる。いずれかの枠が駅伝形式になっていることもある他、ペア戦も行われたことがある。
主な障害は以下の通り。
スイム
プールを一定距離、もしくは浜辺から沖へ一定の距離を折り返して泳ぐ。プール内を走ってもよい。
バイク
特設周回コースを一定周走る。
ラン
各エリア間の移動、および最終ブロックとしてトラックを一定周走る。最後がトラックの場合は小型ハードルがつく場合もある。
クイズ
解答席についた人から早押し問題を出題。3問正解でクリア。
カラオケ
DAM・精密採点で歌い、1曲の得点が一定点以上であれば一発クリア、達しない場合は累計得点が一定点以上でクリア。曲はワンコーラスで打ち切っても構わない。
　カラオケをクリアした者とまだクリアしていない者がおり、かつクリアしていない者の選曲がマッチする(「負けないで」など)場合、カラオケで歌われている曲が走っている挑戦者のバックで流されることがある(しかし、歌っている挑戦者はカラオケクリアに時間がかかる＝音痴であるため、スタジオでは笑いが起きることが多い)
その他、『ボート』『給水クイズ』など、以上に挙げる以外の競技が追加された回も存在する。
　複数回招集される芸能人もおり、特に西谷綾子(走りのスペシャリストとしてエントリー)は最多出場。しかし、クイズのできなさと音痴が災いして毎回カラオケやクイズで大幅に遅れ、得意の走りを生かしきれず一度も優勝できなかった。しかし、カラオケに関しては西谷の音痴克服の企画が行われており、90点を取ることに成功している。
食品機械スピードダービー
様々な食品を製造・加工する機械を紹介。30秒でいくつ製造・加工できるかを競う。スタジオではスーパースローで動く映像を見てどれが一番多くできるかを予想する。
本当の価値が分かるかダービー
スタジオに用意された4種の料理のうち、1つは数万円以上する高級料理、残る3つは数百～1万円前後のリーズナブルな料理となっている。パネラーが試食（1人につき自分が選んだ1品のみ）し、味と感想からどれが一番高い料理かを当てる。また、ヘルプヒントとしてウエンツが追加で試食をする事もできる。
このレースでは料理を見た観客の投票によって決定する（高そうと思われたものほど低いオッズとなる）。観客は試食できないため、パネラーのコメントによって高いか安いかを判断する(そのため、パネラーの演技によっては全く信用できないオッズになる可能性もある)
本当の価値が分かるかダービー・絵画（写真）編
映像で表示された4枚の絵画や写真のうち、1枚は時価数億～数十億する作品、残る3枚は小学生がコンクールで入選した作品（入選当時の年齢、海外の小学生の物の場合もある）となっている。パネラーは4枚の作品を見比べ、どの作品が数十億円かを当てる。
スター見極めダービー
同じネタの音楽で披露する4つのシルエットやマスクで隠された芸人の動きを見て、冒頭で紹介されるスター芸人が何枠かを当てる（他の3枠は別の芸能人などが行っている）。
このダービーのみ、最初に賭けコインを決定後、映像視聴してベットする枠を決定する。
変則800mダービー
陸上トラック1周・800mのリレーで対決する。ただし、「現役男子プロ陸上選手・1人」から「女子高校生陸上選手・4人」「女子小学生陸上選手・8人」のように、1チームの人数がハンデとして設定される。走る距離は1人100mを最低とし、50m単位で各チーム自由に設定可能。
1週間でどれだけ痩せられる？ガチダイエットダービー
小太りやポッチャリ体型の女性タレントが、指定されたダイエット法を1週間実行する。4択では「どのダイエット法が一番効果があったか」を、2択では減った体重がMCの設楽が予想した数値より多いか少ないかを選択する。
オーバー70は誰だダービー・小学生は誰だダービー
VTRで登場する4人のうち、タイトルで指定された1人を当てる。
「オーバー70は誰だ」は、後ろ姿を見て70歳以上の女性を当てる（残り3人は20代）。歩く姿やシチュエーションごとの立ち振る舞い等から判断する。
「小学生は誰だ」は、小学生を当てる（残り3人は20歳前後）。外見やパーソナルデータ等を考慮して判断する。正解発表時に小学生は、ランドセルを背負って登場する。
異種スピード対決ダービー
異なる物事に対する速さを競い、完了までに一番早いタイムを叩き出すのはどれかを当てる。
ロングジャンプダービー
トランポリンや棒高跳びなど、異なる特技を持つスペシャリストがそれを用いた特殊な幅跳びに挑戦する。踏切線に関係なく、ジャンプした点から着地した点までを計測し、誰が一番遠くまで飛べるかを競う。
4枠は「ミスターX」として矢部太郎が巨大扇風機やペットボトルロケットの力で挑戦しているが、毎回惨敗している。
ロングショットダービー
ゴルフ（ドライバーでどこまでボールを飛ばせるか）やアーチェリー（どこまで弓を遠くまで飛ばせるか）など、様々な形でどれだけ遠くまで飛ばせるかを競う。距離は発射場所から着地地点までの直線距離で計測される。
異種ビーチフラッグスダービー
通常の人間に加え、犬や馬、BMXなどで砂浜を走り、ビーチフラッグスを行う。レースは1 VS 1のトーナメント戦で、予選の勝者が決勝に進む。
距離は通常（30m）より長い50m、旗は各選手ごとに用意されており、キャッチした瞬間で勝負する。また、BMXや馬には乗りながら旗が取れるよう特別に高さを調整した旗が用意される。なお、馬だけはフラッグを取るのは騎手である。
料理完コピダービー
その道を究めた巨匠の料理を完全コピーしてだますことができるかを競うレース。まずは見本の提示として、各出走者（2枠には別の料理人、3枠には料理に関する企業担当者、4枠には料理自慢の主婦・芸能人が充てられる）の目の前で料理を作り、材料・手順を全て公開。その後、全員一斉に料理を作る。出来上がった料理は一旦シャッフルされ、誰が作ったかわからない状態で、巨匠（2016年10月放送分から巨匠の家族、弟子が挑戦）が試食。「絶対に巨匠が作った料理ではない」と思ったものから宣言し、選択肢から排除。自分の作った料理を当てることができれば巨匠（1枠）の勝利。逆に、巨匠が作った料理を排除してしまった時点で、残っていたフェイクの人の勝利（複数人いる場合は該当者全員的中）となる。
家族や弟子が挑戦した回では巨匠の料理を外してしまうことがあったものの、巨匠自身の挑戦において失敗は一度もなかった。
なお、レギュラー放送第1回ではこのダービーの亜種版と言える、「ヒロミが松本伊代の作った弁当を当てられるか」というダービーが行われた(ヒロミも自分自身が当てられるかどうかをベット。倍率は『当てられる』『当てられない』でそれぞれ2倍)。松本の他に弁当を作ったのは料理人・料理自慢の主婦・ミスターちん。結果、ヒロミは2つ目に松本の弁当を排除して失敗した。
週末弾丸旅行HIGH&LOWダービー → 土日だけで弾丸旅行HIGH&LOWダービー
番組オリジナルで考案した、土日だけで海外や日本各地の料理を巡る旅行をタレントが体験。その中で食べた料理の値段の金額を当てる。
方式は紹介された料理の中で値段が最も高い料理を当てる、設定された金額より高い（HIGH）か安い（LOW）かを当てるなど。
超2択ダービー
2つの物事のうち、どちらがより成績が良かったかを当てる。ただし、通常の4枠立てではなく2枠立てとなっており、的中すれば2倍（倍々チャンス時は4倍）返しとなる。
変装した芸能人 この人誰!?
帽子・サングラス・マスクで顔をほぼ隠した状態のある芸能人のVTRを見て、その正体が誰かを当てる。スタジオパネラーによる早押しとなっており、誰かがボタンを押した時点で映像は隠される。解答は各自LINEで1回のみ送信（打ち間違いなどは不正解扱い）。VTR開始時はコイン50枚となっており、VTRが進むにつれ獲得できる枚数は減っていく。正解すればその時点のコインを獲得。
うんてい対決
長野県にある「信州やぶはら高原」内に設置されている全長100mのうんてい「スカイウォーカー」を使い、体力自慢の有名人・スポーツ選手が挑戦、その記録がどうなったのかを当てる。なお、番組ルールでは100m渡り切るまでのタイム勝負となっており、落下した場合はその場から再開する。
この企画では徳島県阿南市在住の男性、通称「うんていおじさん」がスポーツ選手よりも早いタイムを叩き出して優勝したことから、番組内でも私生活やトレーニングに密着取材するなど、マスコットキャラクター的存在になった。その後、一旦は一般の中学生に敗れるものの、トレーニングを重ねリベンジを達成。また、阿南市からもうんていのプロデュースの依頼を受け、新たな生活がスタートしたところで完結となった。
10年後のスター VS 10年前のスター対決
10年後にスター選手になるであろう、トップクラスの中学・高校生アスリートと、10年前のスター選手である元・アスリートが対決。その勝敗を当てる。
ピラミッドチャレンジ マジック見破り
優勝者のみ挑戦するチャレンジ。マジシャンが混ぜるカードやカップの中から惑わされずに指定されたものを当てることができればピラミッド獲得となる。

## 出演者

### レギュラー版
MC
- 設楽統（バナナマン）
- ウエンツ瑛士

2017年5月21日放送分から9月放送分はパネラー席の隣に座って進行していた。11月放送分から再び立って進行している。
レギュラーパネラー
- 日村勇紀（バナナマン）

2017年1月29日放送分は、インフルエンザのため欠席した。
準レギュラーパネラー（ほぼ毎週出演）
- 陣内智則
- ヒロミ

パネラーはレギュラーの日村を含めて2016年放送初期は5人、7月頃から6人。2017年5月21日放送分から4人、6月25日放送分は5人とパネラーの人数が固定されていない状態が続いている。

進行
- 江藤愛（TBSアナウンサー）

### パイロット版
パネラー
- 後藤輝基（フットボールアワー）
- おのののか
- 篠原信一
- 村本大輔（ウーマンラッシュアワー）

進行
- 江藤愛（TBSアナウンサー）

## 歴代純金ピラミッド獲得者
細字は1時間放送555枚獲得による純金獲得、太字はスペシャル999枚獲得による純金獲得。
|    | 放送日         | 獲得者               | 最終獲得コイン | 備考  |
| -- | -------------- | -------------------- | -------------- | ----- |
| 1  | 2016年8月21日  | 高橋茂雄（サバンナ） | 1168枚         |       |
| 2  | 2016年10月23日 | 滝沢カレン           | 1108枚         |       |
| 3  | 2017年1月15日  | 高橋真麻             | 1000枚         |       |
| 4  | 2017年1月29日  | りゅうちぇる         | 1158枚         |       |
| 5  | 2017年5月7日   | ヒロミ               | 1008枚         |       |
| 6  | 2017年7月9日   | 日村勇紀             | 日村勇紀       |       |
| 7  | 2017年7月30日  | 岡田結実             | 岡田結実       | 純銀  |
| 8  | 2017年9月17日  | 吉岡里帆             | 1000枚         |       |
| 9  | 2018年1月14日  | 日村勇紀             | 2224枚         | 2度目 |
| 10 | 2018年1月14日  | 堀未央奈（乃木坂46） | 1584枚         |       |
| 11 | 2018年2月11日  | 川田裕美             | 1182枚         |       |

## 主なスタッフ

### レギュラー版（主なスタッフ）
- 企画・総合演出：石田昌浩
- ナレーター：三村ロンド、阪井あかね（阪井→2017年4月 - ）
- 構成：小林清人、安田聡太、ビル坂恵、竹越陵、河口ワタル
- TM：榎芳栄
- TD：山田賢司
- CAM：坂口司、荻野拓也、廣田雅之（週替り）
- VE：平子勝隆、木野内洋、鈴木昭平、青木孝憲（週替り）
- MIX：渡邊学、山羽稔（週替り）
- LD：根岸朋之、公文大輔（週替り）
- 美術プロデュース：山口智広
- デザイン：斎藤傑、金子靖明
- 美術進行：羽田一成
- 特殊小道具：相蘇敬介
- 生花装飾：平井優香子
- 特殊装置：高橋出
- 小道具：高橋香織
- 衣装：岡崎貴子
- 持道具：佐藤秀治
- メイク：増田加奈
- ロケ技術：スウィッシュ・ジャパン、エスパルス、MABU、東京サウンドプロダクション、レック、BlGFACE、REC、FMT、エスパシオ、テーク・ワン、映像工房合同会社、ZERO inc.、Sala、ニューテレス、J-crew、キャミックス、ティ・ピー・ブレーン、EAT、池田屋、阿吽、インテック、東通、極東電視台、ビデオウイング、BIGVOlCE、アーチェリープロダクション、ArK free、NEWARK（週替り）
- 編集：太田健二
- MA：松尾隆裕、川原崎智史（週替り）
- データ放送：黒須威之、新井宏保
- 音効：金子喜久夫、森山顕仁
- TK：前場莉奈
- 協力：麒麟スタジオ、K-WORK、 伊藤圭一（Kim Studio）
- 編成：岸田大輔
- 宣伝：伊藤隆大（伊藤→2017年8月13日 - ）、塩川篤史
- デスク：石川素子
- AD：若原誉起、古川芙紗子、石井護、入一樹、田口友美、佐野竜也、寺西正幸、阿部佑哉、岩淵諒、重富英夫、碓井里江(恵)子、柏原有輝、内藤葵、柏原有輝、榮(栄)森輝之、西村香織、木曽健人、保坂公貴、徳嶺雄磨、松村拓哉、江口達也（週替り）
- AP：新貝元章、大熊早貴（大熊→以前はAD）、儀万由佳
- ディレクター：井上整（井上→演出兼務）、森田俊介、吉岡賢祐、井上充、篠崎友和、浅沼雄介、前川善郎、原愼吾、成田真司、松崎秀峰、三枝賢史、新井孝輔、長嶺望、浦田裕貴、齋藤裕弘、望月亮、丸山太嘉志、中島太一、兒井未祐（兒井→以前はAD）、藤巻圭吾、志村翔平、武石一也、山田直子、鈴木大二郎、土方教裕、藤本俊介、浜(濱)田諒介、平塚伶、蛯原俊行、岸岡亮、本田哲也（週替り）
- MP：中川通成（2017年1月15日 -）
- 演出：山野辺聖勝、石野浩史、平野隼人、前川コーファン、長縄亮、並木哲也、山田直子（週替り）
- プロデューサー：福田健太郎、若林愛美、西原信行、鈴木美枝子、近藤岳志、升田久美
- 制作協力：ジープラス、No.b
- 製作著作：TBS

過去のスタッフ
- TM：近藤明人、森享宏
- 小道具：田村健治
- 持道具：岩本美徳
- 宣伝：眞鍋武
- MP：江藤俊久
- AP：佐々木香織（2017年5月28日 - ）
- プロデューサー：林はる佳、高梨織江（高梨→2017年8月13日 - ）

### パイロット版（主なスタッフ）
- ディレクター：森田俊介、井上充
- 演出：山野辺聖勝
- プロデューサー：若林愛美
- 総合演出：石田昌浩
- 製作著作：スワン、TBS

## 不祥事
- 2016年6月19日放送分の「双子見極めダービー」に出場していた顔相鑑定士の池袋絵意知が、放送終了後に自身のブログにて、実際の収録と大きくかけ離れた放送内容に抗議する文章を記載。池袋の主張によると、放送上では1レース制となっていたが、実際の収録では3レース制で行われており、点数が低かったことを理由に放送上では最終問題前の時点で「脱落」扱いとされ、放送上の最終問題とされる問題にも参加していたにもかかわらず、実際の放映では画面からCG合成で池袋の姿が消されていた。
番組およびTBS側は結果の捏造を否定しつつ、「演出の一環ではあったが、行き過ぎた編集であった」として、公式サイトおよびTwitter公式アカウントに謝罪文を掲載し[4]、2016年7月17日放送終了時に改めてこの件に関して謝罪した。
 放送倫理・番組向上機構は、2016年7月8日に行われた放送倫理検証委員会で同番組についての審議入りを決定し[5]、2016年12月6日の委員会で「放送倫理違反」との決定を行った[6]。

## ネット局と放送時間

### パイロット版（ネット局と放送時間）
| 放送対象地域  | 放送局                  | 系列    | 放送曜日と時間                            | 放送日の遅れ |
| ------------- | ----------------------- | ------- | ----------------------------------------- | ------------ |
| 関東広域圏    | TBSテレビ(TBS) 制作局   | TBS系列 | 2015年12月26日 (土曜) 14:00 - 15:24 (JST) | -            |
| 北海道        | 北海道放送(HBC)         | TBS系列 | 2016年2月21日 (日曜) 14:00 - 15:24 (JST)  | 57日遅れ     |
| 宮城県        | 東北放送(TBC)           | TBS系列 | 2016年2月21日 (日曜) 14:00 - 15:30 (JST)  | 57日遅れ     |
| 山形県        | テレビユー山形(TUY)     | TBS系列 | 2016年4月3日 (日曜) 14:00 - 15:24 (JST)   | 99日遅れ     |
| 福島県        | テレビユー福島(TUF)     | TBS系列 | 2016年3月26日 (土曜) 14:16 - 15:40 (JST)  | 91日遅れ     |
| 山梨県        | テレビ山梨(UTY)         | TBS系列 | 2016年2月28日 (日曜) 14:00 - 15:30 (JST)  | 64日遅れ     |
| 静岡県        | 静岡放送(SBS)           | TBS系列 | 2016年1月11日 (月曜) 9:55 - 11:20 (JST)   | 16日遅れ     |
| 富山県        | チューリップテレビ(TUT) | TBS系列 | 2016年4月9日 (土曜) 13:54 - 15:18 (JST)   | 105日遅れ    |
| 中京広域圏    | CBCテレビ(CBC)          | TBS系列 | 2016年1月9日 (土曜) 16:00 - 17:30 (JST)   | 14日遅れ     |
| 広島県        | 中国放送(RCC)           | TBS系列 | 2016年11月5日 (土曜) 15:24 - 16:54 (JST)  | 315日遅れ    |
| 岡山県 香川県 | 山陽放送(RSK)           | TBS系列 | 2016年1月30日 (土曜) 15:30 - 17:00 (JST)  | 35日遅れ     |
| 山口県        | テレビ山口(tys)         | TBS系列 | 2016年3月12日 (土曜) 14:30 - 15:54 (JST)  | 77日遅れ     |
| 愛媛県        | あいテレビ(ITV)         | TBS系列 | 2016年4月3日 (日曜) 14:00 - 15:24 (JST)   | 99日遅れ     |
| 福岡県        | RKB毎日放送(RKB)        | TBS系列 | 2016年4月16日 (土曜) 15:30 - 17:00 (JST)  | 112日遅れ    |
| 長崎県        | 長崎放送(NBC)           | TBS系列 | 2016年2月13日 (土曜) 0:20 - 1:50 (JST)    | 49日遅れ     |
| 宮崎県        | 宮崎放送(MRT)           | TBS系列 | 2016年2月21日 (日曜) 15:00 - 16:24 (JST)  | 57日遅れ     |
| 鹿児島県      | 南日本放送(MBC)         | TBS系列 | 2016年3月13日 (日曜) 15:00 - 16:24 (JST)  | 78日遅れ     |
| 沖縄県        | 琉球放送(RBC)           | TBS系列 | 2016年4月3日 (日曜) 14:00 - 15:24 (JST)   | 99日遅れ     |

### レギュラー版（ネット局と放送時間）
| 放送対象地域  | 放送局                  | 系列    | 放送曜日と時間           | 放送日の遅れ |
| ------------- | ----------------------- | ------- | ------------------------ | ------------ |
| 関東広域圏    | TBSテレビ(TBS) 制作局   | TBS系列 | 日曜 20:00 - 20:54 (JST) | 同時ネット   |
| 北海道        | 北海道放送(HBC)         | TBS系列 | 日曜 20:00 - 20:54 (JST) | 同時ネット   |
| 青森県        | 青森テレビ(ATV)         | TBS系列 | 日曜 20:00 - 20:54 (JST) | 同時ネット   |
| 岩手県        | IBC岩手放送(IBC)        | TBS系列 | 日曜 20:00 - 20:54 (JST) | 同時ネット   |
| 宮城県        | 東北放送(TBC)           | TBS系列 | 日曜 20:00 - 20:54 (JST) | 同時ネット   |
| 山形県        | テレビユー山形(TUY)     | TBS系列 | 日曜 20:00 - 20:54 (JST) | 同時ネット   |
| 福島県        | テレビユー福島(TUF)     | TBS系列 | 日曜 20:00 - 20:54 (JST) | 同時ネット   |
| 山梨県        | テレビ山梨(UTY)         | TBS系列 | 日曜 20:00 - 20:54 (JST) | 同時ネット   |
| 長野県        | 信越放送(SBC)           | TBS系列 | 日曜 20:00 - 20:54 (JST) | 同時ネット   |
| 新潟県        | 新潟放送(BSN)           | TBS系列 | 日曜 20:00 - 20:54 (JST) | 同時ネット   |
| 静岡県        | 静岡放送(SBS)           | TBS系列 | 日曜 20:00 - 20:54 (JST) | 同時ネット   |
| 富山県        | チューリップテレビ(TUT) | TBS系列 | 日曜 20:00 - 20:54 (JST) | 同時ネット   |
| 石川県        | 北陸放送(MRO)           | TBS系列 | 日曜 20:00 - 20:54 (JST) | 同時ネット   |
| 中京広域圏    | CBCテレビ(CBC)          | TBS系列 | 日曜 20:00 - 20:54 (JST) | 同時ネット   |
| 近畿広域圏    | 毎日放送(MBS)           | TBS系列 | 日曜 20:00 - 20:54 (JST) | 同時ネット   |
| 鳥取県 島根県 | 山陰放送(BSS)           | TBS系列 | 日曜 20:00 - 20:54 (JST) | 同時ネット   |
| 岡山県 香川県 | 山陽放送(RSK)           | TBS系列 | 日曜 20:00 - 20:54 (JST) | 同時ネット   |
| 広島県        | 中国放送(RCC)           | TBS系列 | 日曜 20:00 - 20:54 (JST) | 同時ネット   |
| 山口県        | テレビ山口(tys)         | TBS系列 | 日曜 20:00 - 20:54 (JST) | 同時ネット   |
| 愛媛県        | あいテレビ(ITV)         | TBS系列 | 日曜 20:00 - 20:54 (JST) | 同時ネット   |
| 高知県        | テレビ高知(KUTV)        | TBS系列 | 日曜 20:00 - 20:54 (JST) | 同時ネット   |
| 福岡県        | RKB毎日放送(RKB)        | TBS系列 | 日曜 20:00 - 20:54 (JST) | 同時ネット   |
| 長崎県        | 長崎放送(NBC)           | TBS系列 | 日曜 20:00 - 20:54 (JST) | 同時ネット   |
| 熊本県        | 熊本放送(RKK)           | TBS系列 | 日曜 20:00 - 20:54 (JST) | 同時ネット   |
| 大分県        | 大分放送(OBS)           | TBS系列 | 日曜 20:00 - 20:54 (JST) | 同時ネット   |
| 宮崎県        | 宮崎放送(MRT)           | TBS系列 | 日曜 20:00 - 20:54 (JST) | 同時ネット   |
| 鹿児島県      | 南日本放送(MBC)         | TBS系列 | 日曜 20:00 - 20:54 (JST) | 同時ネット   |
| 沖縄県        | 琉球放送(RBC)           | TBS系列 | 日曜 20:00 - 20:54 (JST) | 同時ネット   |

ネット配信
| 配信元 | 更新曜日と時間  | 備考                 |
| ------ | --------------- | -------------------- |
| TVer   | 日曜 21:00 更新 | 最新話限定で無料配信 |
| GYAO!  | 火曜 16:00 更新 | 最新話限定で無料配信 |